# Nissan-lez-Enserune
Nissan-lez-Enserune es una comuna francesa situada en el departamento de Hérault, en la región de Occitania.

## Demografía
| 2570 | 2450 | 2251 | 2519 | 2835 | 2907 | 4077 |
| Para los censos de 1962 a 1999 la población legal corresponde a la población sin duplicidades (Fuente: INSEE [Consultar]) |      |      |      |      |      |      |